# Тригубенко Сергій Миколайович
Тригу́бенко, Сергі́й Микола́йович (нар. 6 березня 1972, Кегичівка, Кегичівський район, Харківська область) — український підприємець та політик. Народний депутат України VIII скликання. З 28 листопада 2011 року президент Федерації роботодавців агропромислового комплексу та продовольства України. Сенатор Європейського економічного Сенату.

## Освіта
Освіта вища. У 1994 році закінчив Слов'янський державний педагогічний інститут за спеціальністю «Праця та профорієнтація». В 1995 році отримав диплом Міжнародного інституту управління, бізнесу та права за спеціальністю «Бухгалтерський облік та аудит». В 2001 році закінчив Національну юридичну академію України ім. Ярослава Мудрого за спеціальністю «Правознавство».  В 2009 році — Івано-Франківський національний технічний університет нафти і газу за спеціальністю «Геологія».

## Кар'єра
З 1993 по 1995 роки працював в Бесарабівській середній школі Кегичівського району Харківської області.
У 1996 році — юридичний консультант в агрофірмі «Лозівська» (Харківська область).
З 1997 по 2005 роки — служба в органах податкової міліції Харківської області.
У 2005 році — заступник голови Державної податкової адміністрації в Харківській області.
З 2005 — заступник голови правління Національної акціонерної компанії «Надра України» (м. Київ).
З 2007 — заступник начальника комунального підприємства ′′Київський метрополітен′′.
У лютому 2008 року розпорядженням Кабінету Міністрів України призначений на посаду заступника Міністра охорони навколишнього природного середовища України.
З березня 2010 — заступник Міністра аграрної політики та продовольства України.
З 7 липня 2011 року рішенням Загальних зборів обраний Головою Федерації роботодавців агропромислового комплексу та продовольства України.
У листопаді 2011 року Указом Президента України призначений на посаду Голови Державної інспекції сільського господарства України.
З 27.11.2014 до 29.08.2019 — народний депутат Верховної ради України VIII скликання (партія «БЛОК ПЕТРА ПОРОШЕНКА») (1).

## Політична діяльність
На позачергових виборах народних депутатів України 26 жовтня 2014] року Сергія Тригубенка обрано народним депутатом від Блоку Петра Порошенка (№ 46 за партійним списком). Голова підкомітету з питань з державної політики у сфері поводження з відходами Комітету з питань екологічної політики, природокористування та ліквідації наслідків Чорнобильської катастрофи.

## Наукова діяльність
Написав близько ста наукових робіт за тематикою адміністративний розвиток державного управління в Україні.  З 31 жовтня 2014 року — доцент кафедри адміністративного, кримінального праву та процесу МОН України. Кандидат юридичних наук. 

## Громадська діяльність
28 листопада 2011 року обраний Президентом Всеукраїнського об'єднання «Федерація роботодавців агропромислового комплексу та продовольства України».
Серед основних завдань Федерації — побудова ефективної моделі соціального діалогу в галузі АПК за участі організацій роботодавців, профспілок та влади, а також забезпечення підсилення галузевого формату підтримки діяльності учасників аграрного ринку для вирішення питань розвитку агропромислової галузі в цілому.
Федерація є членом Форуму громадянського суспільства Східного партнерства.

## Нагороди та звання
Має почесне звання «Заслужений юрист України» (2010 р.)